# Armanty (meteoryt)
Armanty (inne nazwy: Dzungaria, Kumisch Choi Cha, Kumys-Tyuya, Mungen Dusch, Ulasitai, Wushike, Xinjiang) – meteoryt żelazny z grupy IIIE, znaleziony w 1898 roku w regionie autonomicznym Sinciang w Chinach. Meteoryt Armanty jest największym chińskim meteorytem i czwartym co do wielkości meteorytem znalezionym na Ziemi. Jego masę ocenia się na 28 ton. 